# Bussolengo
Bussolengo ist eine italienische Gemeinde (comune) mit 20.867 Einwohnern (Stand 31. Dezember 2023) in der Provinz Verona in Venetien.

## Geographie
Der Ort liegt etwa zwölf Kilometer nordwestlich von Verona an der Etsch. Zehn Kilometer westlich von Bussolengo liegt der Gardasee. Die Nachbargemeinden sind Castelnuovo del Garda, Lazise, Pastrengo, Pescantina, Sona und Verona. Im Gemeindegebiet von Bussolengo liegt der zoologische Garten Parco Natura Viva.

## Herkunft des Ortsnamens
Der Name Bussolengo ist langobardischer Herkunft. Sie basiert auf einem langobardischen Personennamen in Verbindung mit der Endgung -engo (<-ingo <-ingan), die dem deutschen Ortsnamensuffix -ingen entspricht.

## Verkehr
Das Gemeindegebiet wird von der Autostrada A22 durchquert. Südlich des Kernortes führt die in westöstlicher Richtung verlaufende Strada Statale 11 Padane Superiore, hier als Strada Regionale, vorbei. Sie verbindet das Piemont mit der Lombardei und Venetien.

## Gemeindepartnerschaft
- Nieder-Olm,  (Rheinland-Pfalz), seit 1984

## Persönlichkeiten
- Róbert Bezák (* 1960), ehemaliger Erzbischof von Trnava, hält sich seit 2013 im Redemptoristenkloster in Bussolengo auf
- Maurizio Fugatti (* 1972), Landeshauptmann der Provinz Trient
- Mauro Ottolini (* 1972), Jazzmusiker
- Luca Gasparini (* 1983), Radrennfahrer
- Tomas Alberio (* 1989), Bahn- und Straßenradrennfahrer
- Nicolò Brighenti (* 1989), Fußballspieler

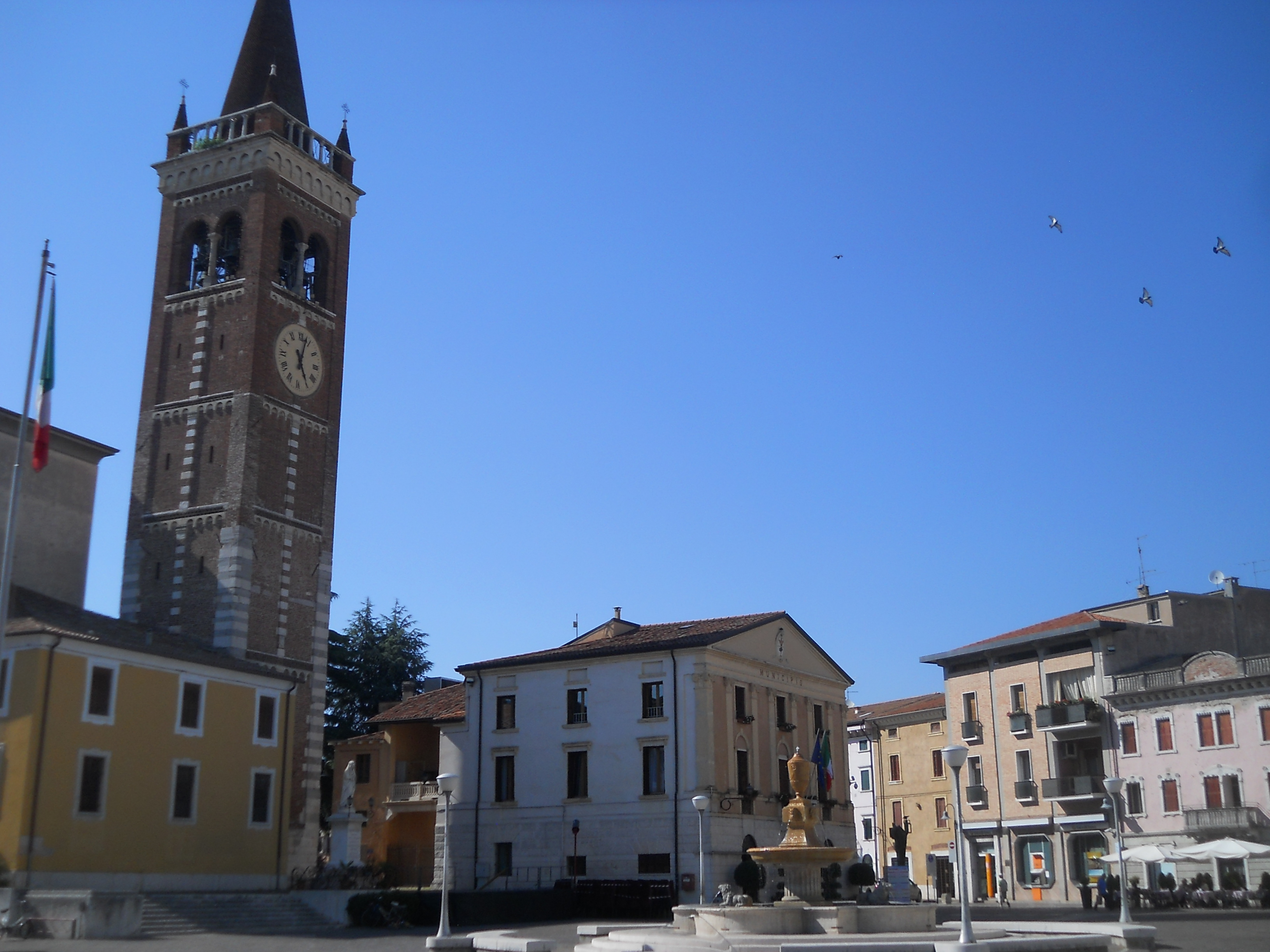
Piazza XXVI Aprile mit dem Rathaus
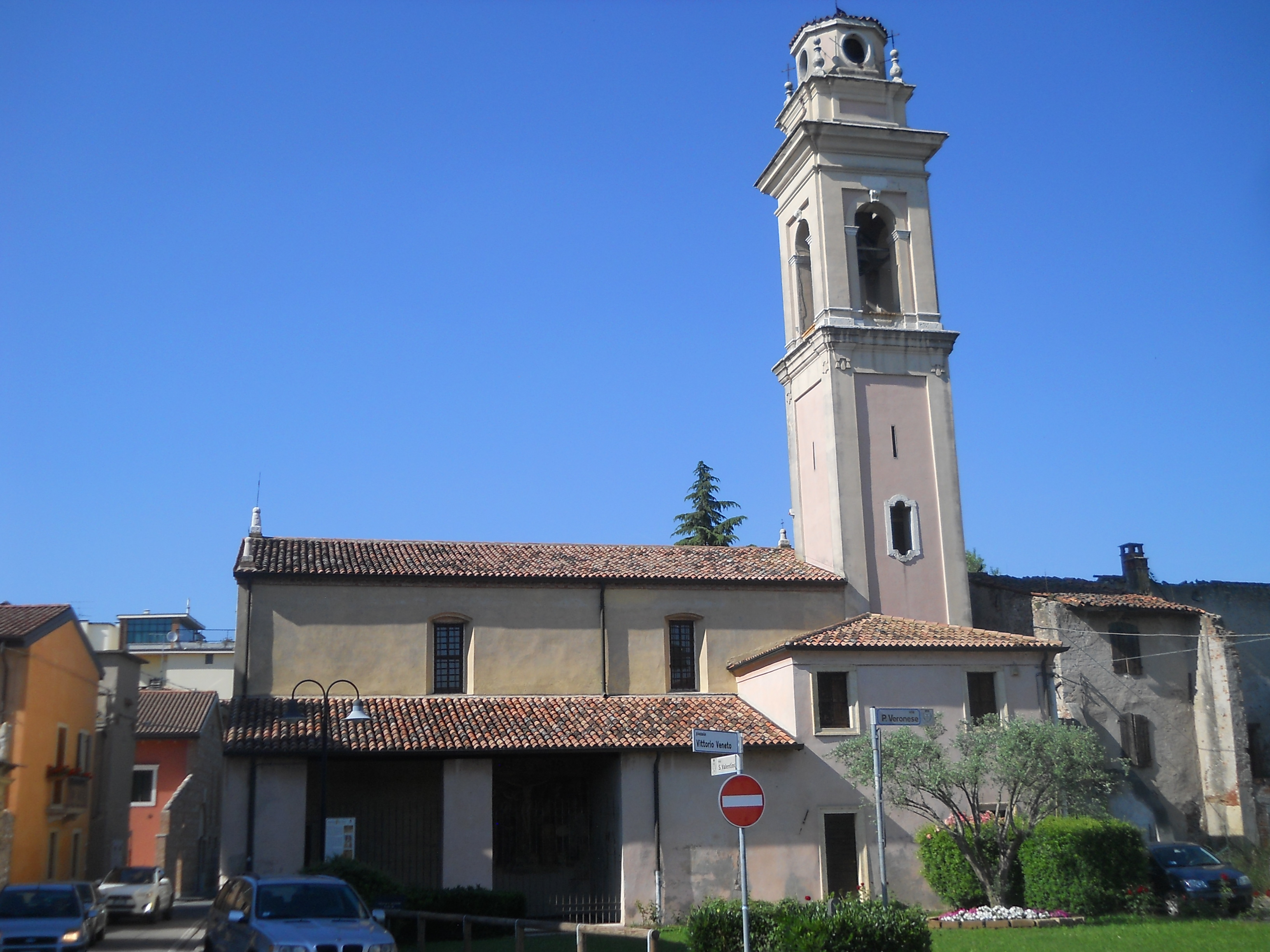
Pfarrkirche San Valentino
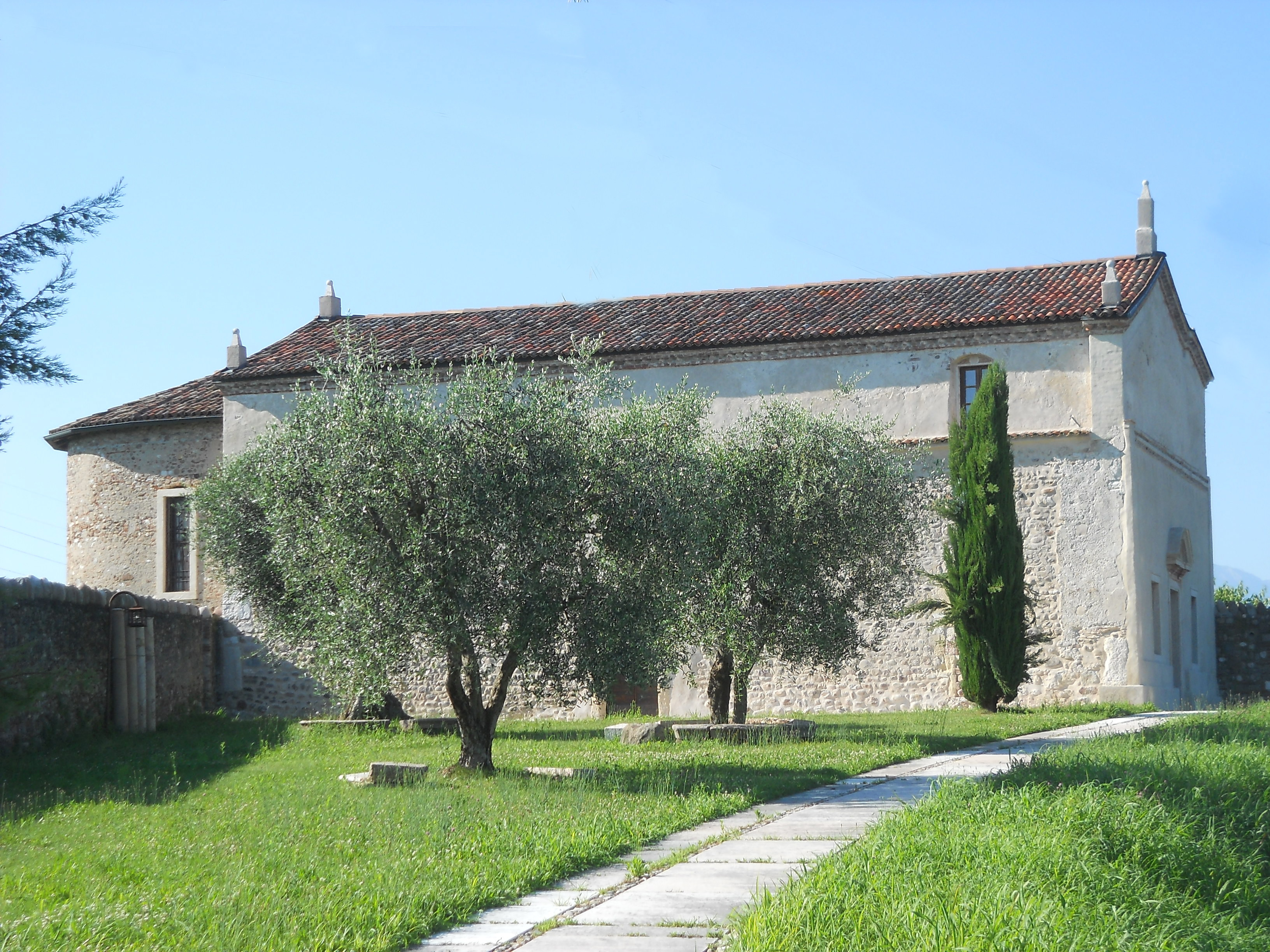
Kirche San Salvar
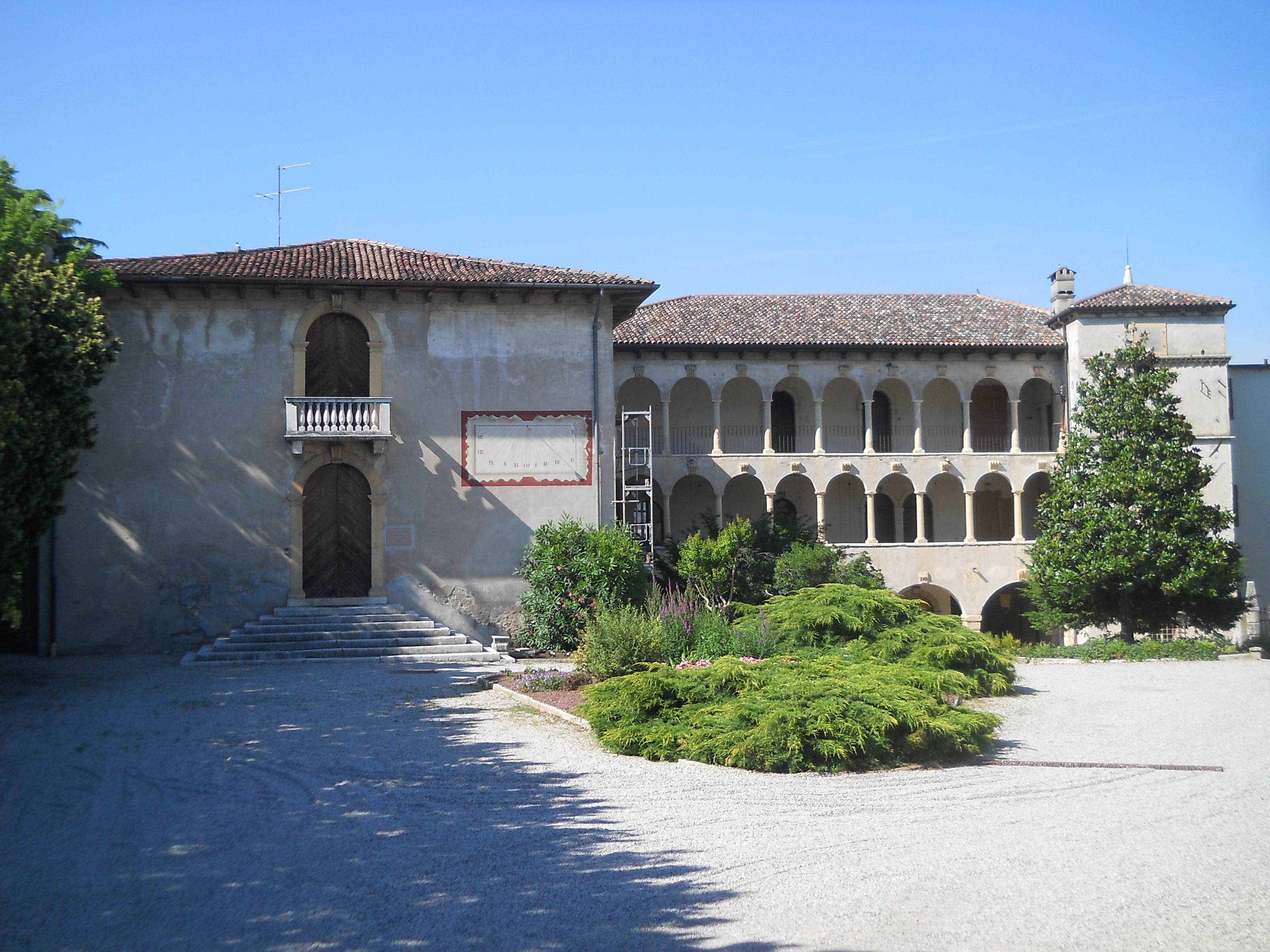
Villa Spinola